# Еталон чисто смерекового високогірського насадження
Еталон чисто смерекового високогірського насадження — ботанічна пам'ятка природи місцевого значення. Об'єкт розташований на території Надвінянського району Івано-Франківської області, Річанське лісництво, квартал 19, виділ 1.
Площа — 4,7000 га, статус отриманий у 1993 році.